# Jan Behr
Jan Kurt Behr (geboren als Kurt Behr am 1. April 1911 in Jägerndorf, Österreich-Ungarn; gestorben 21. November 1996 in Lakewood Township, New Jersey) war ein tschechoslowakisch-amerikanischer Pianist und Dirigent.

## Leben
Kurt Behr war ein Sohn von Hermann Behr (1882–1958) und Elma Behr. Sein Vater war Oberkantor der jüdischen Gemeinde in Jägerndorf. Behr studierte ab 1929 Jura an der Deutschen Universität Prag und wurde 1935 promoviert. Daneben studierte er an der Deutschen Akademie für Musik und darstellende Kunst in Prag Klavier und Orchesterdirigat bei Franz Langer, Fidelio F. Finke, Paul Nettl, Gustav Becking und George Szell. 
1934 bis 1937 war er Assistent von George Szell am Deutschen Theater Prag und übernahm dessen Funktion nach dessen Wechsel nach England. Behr heiratete 1940 Elisabeth Eichner. Beide wurden im Oktober 1941 mit dem zweiten Prager Transport in das Ghetto Litzmannstadt deportiert. Dort beteiligte er sich an den Versuchen, ein kulturelles Leben unter KZ-Bedingungen aufrechtzuerhalten. Im August 1944 wurde er in das KZ Auschwitz deportiert. Behr gelangte 1945 mit einem Todesmarsch nach Lübeck. 
Nach der Befreiung durch die Briten lehnte Behr es ab, Chefdirigent an der Hamburger Staatsoper zu werden. Er tourte als Pianist durch Nordfrankreich, Belgien und die Niederlande. Am 18. Dezember 1945 trat er als Gastdirigent mit dem Orchestre national de Belgique auf. 1946 leitete er in Brüssel ein Konzert zum Jahrestag der Befreiung der Tschechoslowakei.  
George Széll sorgte 1946 dafür, dass Behr in die USA reisen konnte. Er trat als Pianist auf und als Begleiter von Herta Glaz, Elena Nikolaidi, Tossi Spiwakowski, Jarmila Novotná, Martial Singher, Jennie Tourel. Konzertreisen führten ihn nach Hawaii, Neuseeland und Australien.
1952 wurde er Assistenzdirigent an der Metropolitan Opera (MET). 1957 erhielt er die amerikanische Staatsbürgerschaft. 1962 rückte er zum festangestellten Dirigenten auf und arbeitete bis 1977 an dem Opernhaus, wo er über die Jahre 146 Vorstellungen musikalisch leitete. 1968/69 tourte er mit der Oper Adriana Lecouvreur und den Sängern Renata Tebaldi und Franco Corelli in den USA. Er leitete auch Konzerte im Central Park. Er wohnte in New York und Lakewood.